# Cadalso de los Vidrios
Cadalso de los Vidrios (spanskt uttal: [kaˈðalso ðe los ˈβi.ðɾjos]) är en ort och kommun i den autonoma regionen Madrid i centrala Spanien. Orten ligger cirka 64 kilometer sydväst om centrala Madrid. Kommunen har 3 228 invånare (2024), på en yta av 47,64 km².

## Etymologi
Upphovet till namnet är inte helt klarlagt, även om man talar om en judisk bosättning i området under den romerska tiden som kallades "Cadalfarum" vilket sedan skall ha gett upphov till namnet Cadalso. Tillägget de los Vidrios avser några viktiga glasfabriker som låg i samhället. Glaset som tillverkades här nådde högt anseende under 1500- och 1600-talen (en stor del av glasvarorna i det kungliga apoteket i klostret El Escorial har tillverkats i Cadalso). Ugnarna var i bruk till början av 1900-talet, då verksamheten slutgiltigt lades ned.

## Historia
Ursprunget till samhället före den muslimska ockupationen av Iberiska halvön finns inte så väl dokumenterat, även om området där samhället ligger var ockuperat av keltiberer, vilket Tjurarna i Guisando visar, vilka tillsammans med några gravar finns att se några kilometer från El Tiemblo.
Under den romerska epoken finns det spår av någon bosättning i området av liten betydelse och i samband med kommunikationslederna till Toledo.
Enklaven ockuperades av muslimerna under nära 300 år, och bildade då en försvarspunkt för Toledo, med ett vakttorn-observationspost på toppen av det närbelägna berget Peña Muñana.
Staden återerövrades år 1082 av kung Alfons VI, som kallade stan en ädel och mycket lojal stad (Villa muy noble y muy leal) och beviljade olika speciallagar/privilegier för dess återbefolkande.
Det är känt att Isabella I passerade Cadalso efter att ha utsetts till arvtagaren till den kastilianska kronan 1468. Förbi passerade också Sankta Teresa år 1569, då hon gästade ett hus som tillhörde några av hennes släktingar, Dávila, boende på calle de San Antón.
År 1833 inkorporerades Cadalso i Madridprovinsen. Fram till dess, hade det hört till Toledoprovinsen.